# Кейн Ходър
Кейн Уорън Ходър (на английски: Kane Warren Hodder) е американски актьор и каскадьор.
Познат е от ролята на масовия убиец Джейсън Ворхис в 4 филма от поредицата Петък 13-и: „Петък 13-и: Нова кръв“, „Петък 13-и: Джейсън превзема Манхатън“, „Джейсън отива в Ада: Последният петък“ и „Джейсън X“.

## Биография
Ходър е роден в Обърн, Калифорния. Той е първият актьор, изиграл ролята на Джейсън Ворхис повече от веднъж, в общо четири филма. Изпълнява и каскадите на Томас Хюит (Коженото лице) в „Leatherface: The Texas Chainsaw Massacre III“ (1990). Появява се облечен като Джейсън в Шоуто на Арсенио Хол, за да промотира „Петък 13-и: Джейсън превзема Манхатън“.
Въпреки че му е предложено да участва във Фреди срещу Джейсън (2003), режисьорът Рони Ю го заменя с Кен Кирцингер. През 2007 г. получава ролята на Виктор Краули от Брадвата. Краули е деформирано младо момче, което се връща от мъртвите, за да убие хората, които посещават блатото, в което живее. Подобна история като от Петък 13-и.
През 2015 г. е в главната роля на касапина в „Тиня“. Ходър се завръща като Джейсън Ворхис в предстоящата видеоигра „Friday The 13th: The Game“ (2016).